# Caprice sur des airs danois et russes
Caprice sur des airs danois et russes est une œuvre de Camille Saint-Saëns pour flûte, hautbois, clarinette et piano composée en 1887.

## Présentation
Le Caprice sur des airs danois et russes de Saint-Saëns doit son nom à sa dédicataire, la princesse danoise Dagmar de Danemark, devenue, par son mariage avec le tsar Alexandre III, impératrice de Russie sous le nom de Maria Fedorovna,.  
Ce caprice pour quatuor avec piano est composé à l'occasion d'une tournée de sept concerts en Russie organisée par la Croix-Rouge lors de la semaine pascale en avril 1887. 
L’œuvre est créée le 21 avril 1887 à Saint-Pétersbourg, par les membres de la Société de musique de chambre pour instruments à vent Paul Taffanel à la flûte, Georges Gillet au hautbois et Charles Turban à la clarinette, avec le compositeur au piano, et, devant le succès rencontré, donnée en concert à Londres en juin 1887. 
La partition est publiée la même année par Durand et porte le numéro d'opus 79. En 1896, l'éditeur publie une transcription pour deux pianos de l’œuvre, réalisée par A. Benfeld. 

## Structure
Le Caprice, d'une durée moyenne d'exécution de onze minutes environ, comprend un mouvement unique mais est constitué de trois grandes sections contrastées :
1. Introduction, en si bémol majeur
2. Un air danois avec variations, en ré mineur
3. Deux airs russes avec variations, en fa majeur, et coda

Les différents thèmes utilisés par Saint-Saëns ont été fournis par le musicologue Julien Tiersot.

## Analyse
Le Caprice sur des airs danois et russes s'ouvre sur une introduction virtuose, Poco allegro à quatre temps (noté  ;  = 106), égrenant gammes et arpèges rapides, durant 38 mesures.

Premières mesures du Caprice sur des airs danois et russes.

L'air danois est ensuite énoncé par la flûte seule, Andantino à 
 ( = 52), rejointe par le piano, avant que le motif ne soit repris par le hautbois. S'ensuivent à compter de la mesure 55 quatre variations, dans un tempo légèrement plus rapide, Allegretto ( = 66).

Air danois, énoncé par la flûte.

Le premier air russe, mesure 122, est exposé par le hautbois, Moderato, à 
.

Premier air russe, énoncé au hautbois.

Le deuxième air russe, à partir de la mesure 155, est contrastant, et énoncé par la clarinette mesure 159 sur un flot de doubles croches au piano, Allegro vivace ( = 152), à 
.

Deuxième air russe, énoncé à la clarinette.

Se succèdent différentes altérations des thèmes russes, avant que l’œuvre ne s'achève sur une coda Un peu moins vite.

## Discographie
- Camille Saint-Saëns : Chamber Music for Wind Instruments and Piano, Jean-Claude Gérard (flûte), Ingo Goritzki (hautbois), Ulf Rodenhäuser (clarinette) et Leonard Hokanson (piano), MDG 3040395, 1991[17].
- Saint-Saëns : Chamber Music, CD 2, Philippa Davies (flûte), Gareth Hulse (hautbois), Richard Hosford (clarinette) et Ian Brown (piano), Hyperion Records 67431, 2005[18].
- Camille Saint-Saëns : Musique de chambre avec vents, CD 2, Vincent Lucas (flûte), Alexandre Gattet (hautbois), Philippe Berrod (clarinette) et Pascal Godart (piano), Indésens Records 010, 2010[19].
- Saint-Saëns : Music for Wind Instruments, Joanna G'froerer (flûte), Charles Hamann (hautbois), Kimball Sykes (clarinette) et Stéphane Lemelin (piano), Naxos 8.570964, 2010[20].
- Saint-Saëns : Chamber Music, Andrea Oliva (flûte), Francesco Di Rosa (hautbois), Stefano Novelli (clarinette) et Akane Makita (piano), Brilliant Classics 95165, 2015[21].
- Camille Saint-Saëns Edition, CD 13, Thomas Prévost (flûte), Jacques Vandeville (hautbois), Robert Fontaine (clarinette) et Victoria Postnikova (piano), Warner Classics 0190296746048, 2021[22].

### Édition
- Camille Saint-Saëns, Caprice sur des airs danois et russes, Durand, 1887 (lire en ligne).

### Ouvrages
- Jean-Alexandre Ménétrier, « Camille Saint-Saëns », dans François-René Tranchefort (dir.), Guide de la musique de chambre, Paris, Fayard, coll. « Les Indispensables de la musique », 1989, 995 p. (ISBN 2-213-02403-0), p. 752–763.
- (en) Sabina Teller Ratner, Camille Saint-Saëns 1835-1921 : A Thematic Catalogue of his Complete Works, vol. I : The Instrumental Works, Oxford University Press, 2002, 628 p. (ISBN 0-19-816320-7).
- Jean Gallois, Camille Saint-Saëns, Liège, Mardaga, coll. « Musique-Musicologie », 2004 (ISBN 2-87009-851-0).
- (en-US) Wei-Hsien Lien, The Lesser-known piano chamber music of Camille Saint-Saëns: A recording project, University of Maryland (College Park, MD), 2009 (lire en ligne).